# 近持イオリ
近持 イオリ（ちかもち イオリ、1959年 - ）は、日本の彫刻家。せきがはら人間村生活美術館館長。

## 来歴
滋賀県大津市出身。1985年に金沢美術工芸大学彫刻科を卒業後に渡米し、新妻実に師事。1986年帰国。
2000年ごろ、関ケ原にシンポジウムで訪れた際、矢橋昭三郎と巡り合い、関ケ原製作所に参加した。

## 賞歴
- 第7回ヘンリー・ムーア大賞展：箱根の森美術館賞（1991年）[1]
- 第5回石のさとフェスティバル：セシール賞（2000年）[1]